# Matthew Brittain
Matthew Brittain (Johannesburgo, 5 de mayo de 1987) es un deportista sudafricano que compitió en remo. Su hermano Lawrence compitió en el mismo deporte.
Participó en los Juegos Olímpicos de Londres 2012, obteniendo una medalla de oro en la prueba de cuatro sin timonel ligero.

## Palmarés internacional
| Juegos Olímpicos | Juegos Olímpicos      | Juegos Olímpicos | Juegos Olímpicos          |
| Año              | Lugar                 | Medalla          | Prueba                    |
| ---------------- | --------------------- | ---------------- | ------------------------- |
| 2012             | Londres (Reino Unido) | Medalla de oro   | Cuatro sin timonel ligero |